# Ivana Arelić
Ivana Arelić, född 7 november 2002, är en kroatisk taekwondoutövare. 

## Karriär
I maj 2024 tog Arelić brons i 62 kg-klassen vid EM i Belgrad.